# Palinuridae
Langoustes
Famille
Les Palinuridae forment une famille de crustacés décapodes, tous comestibles, plus connus sous le nom de langoustes, même si en France le terme langouste désigne plus particulièrement la langouste rose et la langouste rouge (ou langouste commune) largement présentes en mer Méditerranée. On trouve les langoustes dans toutes les mers tropicales et tempérées, sur les fonds récifaux coralliens et rocheux à des profondeurs de 1 à 50 m.

## Étymologie
Le nom de langouste dérive du latin locusta : « sauterelle » et « langouste ». Au XVIe siècle, on les appelait sauterelles de mer.
Depuis la nomenclature établie en 1795 par l'entomologiste allemand Friedrich Weber, le nom scientifique du principal genre de langoustes est Palinurus (famille des Palinuridae). Il dérive du nom d'un personnage de la mythologie romaine, Palinure, un compagnon de voyage d'Énée tombé à l'eau tandis qu'il conduisait la flotte vers l'Italie. Une explication possible à ce choix est qu'à l'époque de Weber, les crustacés étaient peut-être considérés comme des insectes tombés à l’eau (cf. les « araignées de mer »), tout comme Palinure.

## Description
Ce sont des animaux de belle taille (plusieurs dizaines de centimètres à l'âge adulte, jusqu'à 40 cm) caractérisés par un corps allongé, de longues antennes épineuses et des pinces très atrophiées. 
Ce sont des prédateurs nocturnes qui chassent de petits organismes benthiques et se nourrissent parfois à l'occasion de débris organiques. Le jour, les langoustes se dissimulent dans des failles d'où sortent leurs longues antennes.

## La langouste et l'homme
Comestibles, les langoustes sont pêchées pour leur chair savoureuse qui en fait un mets de choix et un enjeu économique pour de nombreuses régions côtières. On trouve des langoustes dans toutes les mers tropicales et tempérées, généralement sur les fonds rocheux où elles peuvent trouver des abris, mais les prélèvements excessifs ont souvent provoqué leur raréfaction et même parfois leur extinction dans de nombreuses régions, en particulier à proximité des structures touristiques.

## Morphologie
Les langoustes fréquentent en général les fonds rocheux où elles peuvent trouver des abris. Elles se meuvent en marchant à l'aide de leurs pattes mais peuvent aussi nager en se propulsant en arrière par de violentes contractions de l'abdomen, surtout en cas de fuite.
Les larves, appelées phyllosomes, translucides et de forme aplatie, ont une vie planctonique. Elles se laissent dériver par les courants marins avant de pouvoir se poser sur le fond et de prendre la forme de langouste (métamorphose). Pour grandir, les langoustes effectuent régulièrement des mues : elles perdent et renouvellent leur carapace, plusieurs fois par an quand elles sont juvéniles, puis en général une fois.

## Genres et espèces
La famille des Palinuridae, créée par Pierre André Latreille (1762-1833) en 1802, comprend les genres et espèces suivants :

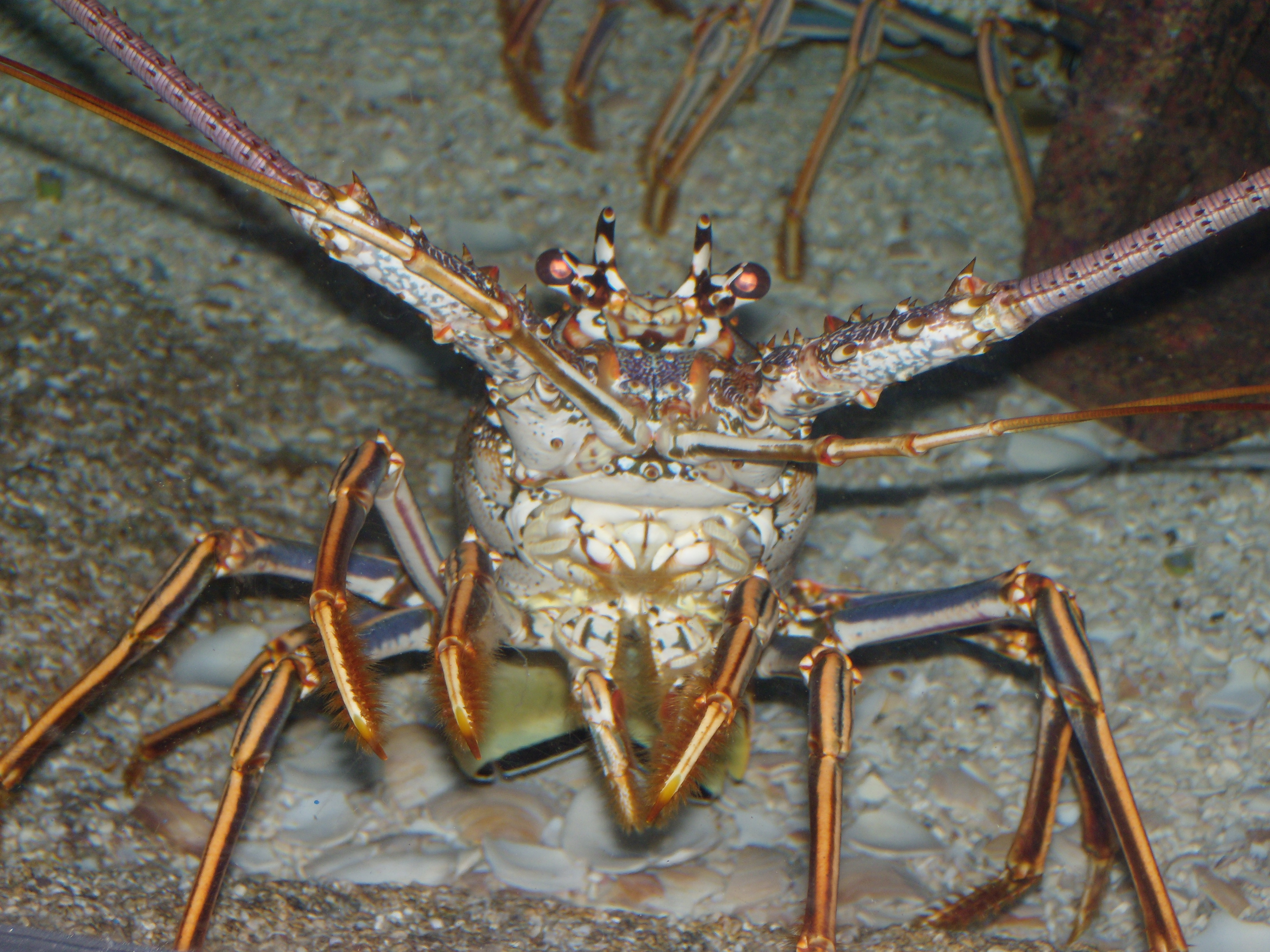
Langouste à l'aquarium de Myrtle Beach (Caroline du Sud).

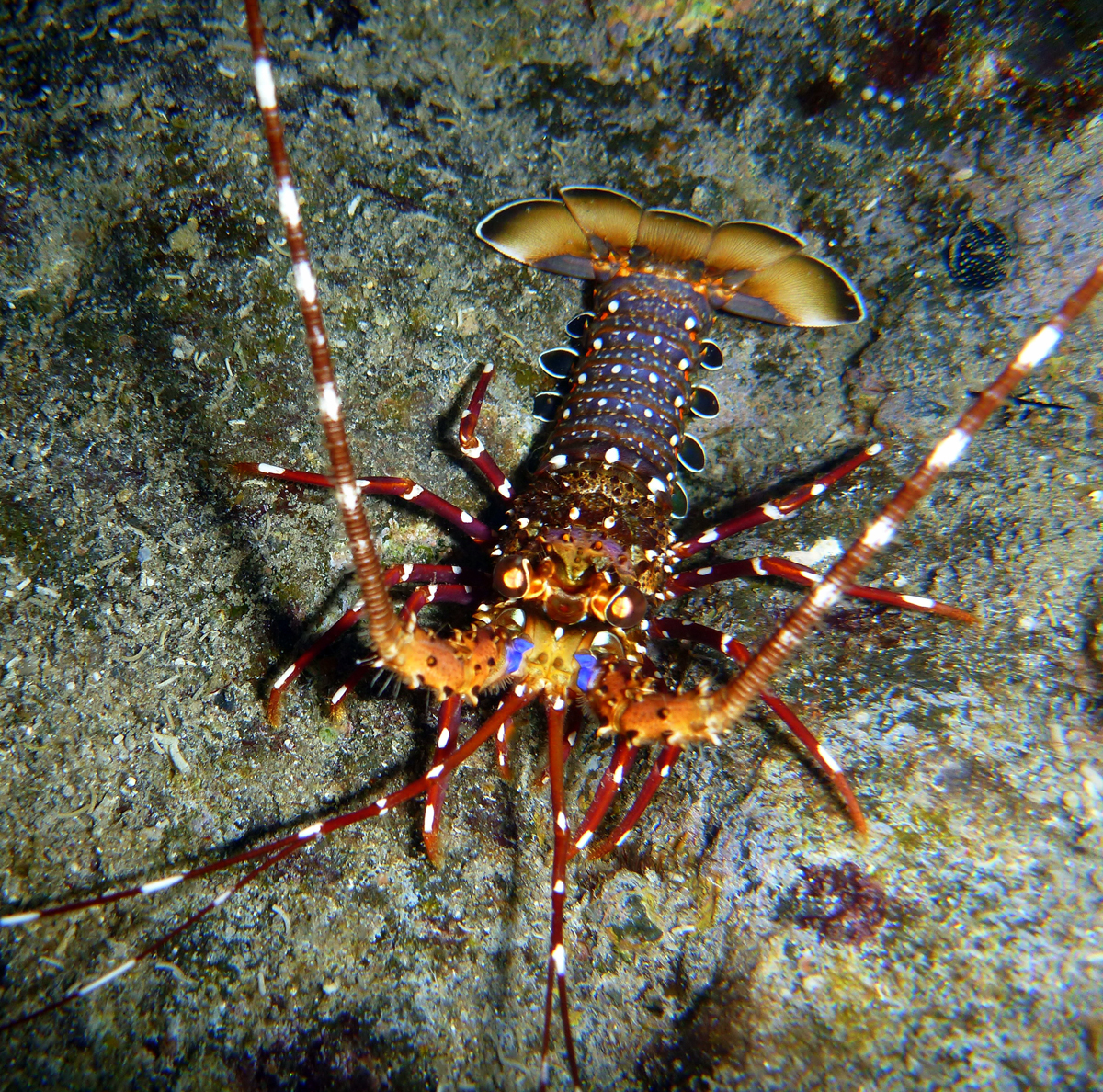
Panulirus longipes à La Réunion.

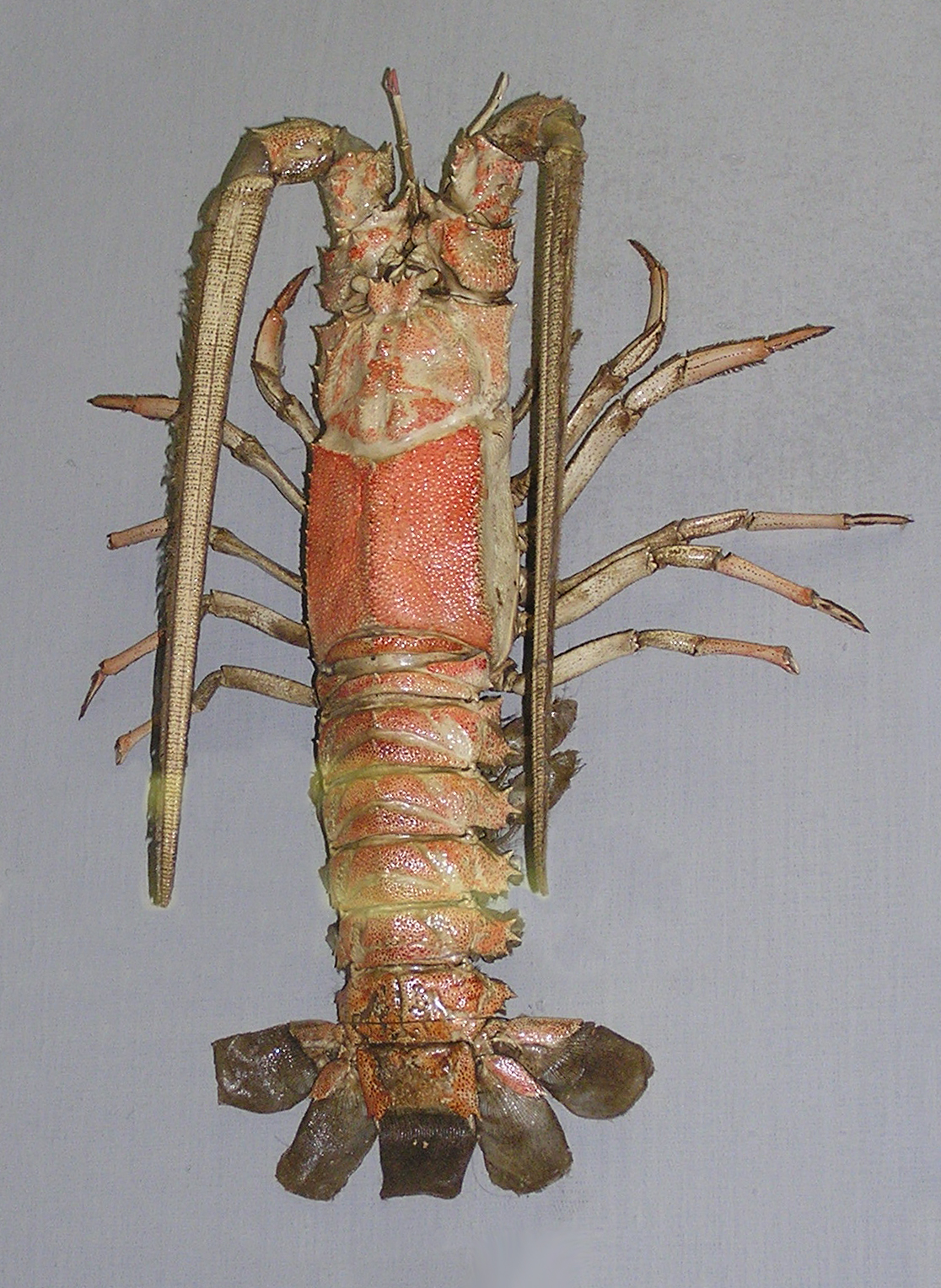
Linuparus trigonus (Musée zoologique de Saint-Pétersbourg, Russie).

| Selon World Register of Marine Species (14 avril 2016) : - genre Araeosternus De Man, 1881 - genre Jasus Parker, 1883 - Jasus caveorum Webber & Booth, 1995 - Jasus edwardsii (Hutton, 1875) — langouste de Nouvelle-Zélande - Jasus frontalis (H. Milne Edwards, 1837) — Langouste de Juan Fernandez - Jasus lalandii (H. Milne Edwards, 1837) — langouste du Cap - Jasus paulensis (Heller, 1862) — langouste de Saint-Paul - Jasus tristani Holthuis, 1963 — langouste de Tristan da Cunha - genre Justitia Holthuis, 1946 - Justitia longimana (H. Milne Edwards, 1837) - genre Linuparus White, 1847 - Linuparus somniosus Berry & George, 1972 - Linuparus sordidus Bruce, 1965 - Linuparus trigonus (von Siebold, 1824) - genre Nupalirus Kubo, 1955 - Nupalirus chani (Poupin, 1994) - Nupalirus japonicus Kubo, 1955 - Nupalirus vericeli (Poupin, 1994) - genre Palibythus Davie, 1990 - Palibythus magnificus Davie, 1990 - genre Palinurellus von Martens, 1878 - Palinurellus gundlachi von Martens, 1878 - Palinurellus wieneckii (de Man, 1881) - genre Palinurus Weber, 1795 - Palinurus barbarae Groeneveld, Griffiths & Van Dalsen, 2006 — langouste géante - Palinurus charlestoni Forest & Postel, 1964 — lagosta rosa (Cap-Vert) - Palinurus delagoae Barnard, 1926 — langouste du Natal - Palinurus elephas (Fabricius, 1787) — langouste rouge ou langouste commune ou langouste européenne - Palinurus gilchristi Stebbing, 1900 — langouste du Sud - Palinurus homarus - Palinurus mauritanicus Gruvel, 1911 — langouste rose - Palinurus vulgaris - genre Palinustus A. Milne-Edwards, 1880 - Palinustus holthuisi Chan & Yu, 1995 - Palinustus mossambicus Barnard, 1926 - Palinustus truncatus A. Milne-Edwards, 1880 - Palinustus unicornutus Berry, 1979 - Palinustus waguensis Kubo, 1963 - genre Panulirus White, 1847 - Panulirus argus (Latreille, 1804) — langouste blanche, langouste de Cuba, langouste des Caraïbes - Panulirus brunneiflagellum Sekiguchi & George, 2005 - Panulirus cygnus George, 1962 — langouste d'Australie - Panulirus echinatus Smith, 1869 - Panulirus femoristriga (von Martens, 1872) - Panulirus gracilis Streets, 1871 — langouste verte - Panulirus guttatus (Latreille, 1804) — langouste brésilienne - Panulirus homarus (Linnaeus, 1758) — langouste festonnée - Panulirus inflatus (Bouvier, 1895) - Panulirus interruptus (Randall, 1840) - Panulirus japonicus (von Siebold, 1824) — langouste japonaise - Panulirus laevicauda (Latreille, 1817) - Panulirus longipes (en) (A. Milne Edwards, 1868) — langouste diablotin - Panulirus marginatus (Quoy & Gaimard, 1825) - Panulirus ornatus (Fabricius, 1798) — langouste ornée - Panulirus pascuensis Reed, 1954 - Panulirus penicillatus (Olivier, 1791) — langouste fourchette - Panulirus polyphagus (Herbst, 1793) — langouste de vase - Panulirus regius De Brito Capello, 1864 — langouste royale ou langouste verte - Panulirus stimpsoni Holthuis, 1963 - Panulirus versicolor (Latreille, 1804) - genre Projasus George & Grindley, 1964 - Projasus bahamondei George, 1976 - langouste chilienne - Projasus parkeri (Stebbing, 1902) - genre Puerulus Ortmann, 1897 - langoustes-fouets - Puerulus angulatus (Bate, 1888) - Puerulus carinatus Borradaile, 1910 - Puerulus sewelli Ramadan, 1938 - langouste fouet arabe - Puerulus velutinus Holthuis, 1963 - genre Sagmariasus Holthuis, 1991 - Sagmariasus verreauxi (H. Milne Edwards, 1851) | Selon ITIS (11 avril 2014) : - Jasus Parker, 1883 - Jasus edwardsii - Jasus frontalis - Jasus lalandii - Jasus novaehollandiae - Jasus paulensis - Jasus tristani - Jasus verreauxi - Justitia Holthuis, 1946 - Justitia japonica - Justitia longimanus - Justitia mauritiana - Linuparus White, 1847 - Linuparus somniosus - Linuparus sordidus - Linuparus trigonus - Palinurus Weber, 1795 - Palinurus charlestoni - Palinurus delagoae - Palinurus elephas - Palinurus gilchristi - Palinurus mauritanicus - Palinustus A. Milne-Edwards, 1880 - Palinustus mossambicus - Palinustus truncatus - Palinustus unicornutus - Palinustus waguensis - Panulirus White, 1847 - Panulirus argus - Panulirus cygnus - Panulirus echinatus - Panulirus gracilis - Panulirus guttatus - Panulirus homarus - Panulirus inflatus - Panulirus interruptus - Panulirus japonicus - Panulirus laevicauda - Panulirus longipes - Panulirus marginatus - Panulirus ornatus - Panulirus pascuensis - Panulirus penicillatus - Panulirus polyphagus - Panulirus regius - Panulirus stimpsoni - Panulirus versicolor - Projasus George et Grindley, 1964 - Projasus bahamondei - Projasus parkeri - Puerulus Ortmann, 1897 - Puerulus angulatus - Puerulus carinatus - Puerulus sewelli - Puerulus velutinus |

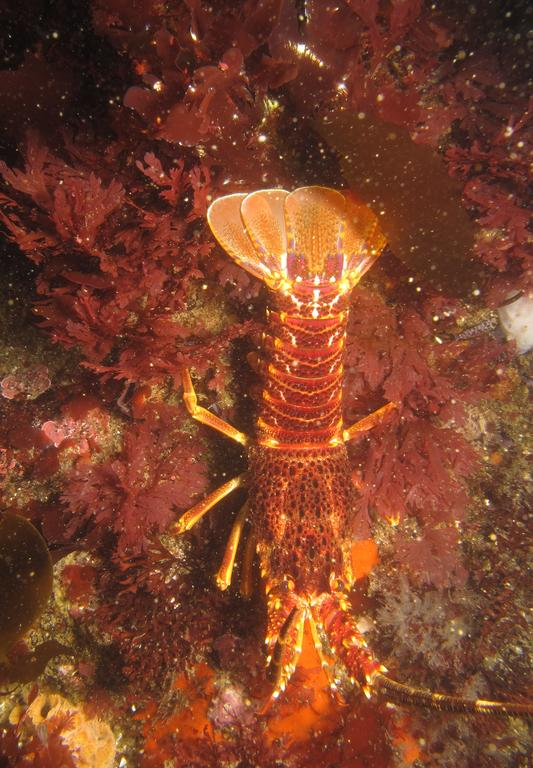
Jasus lalandii
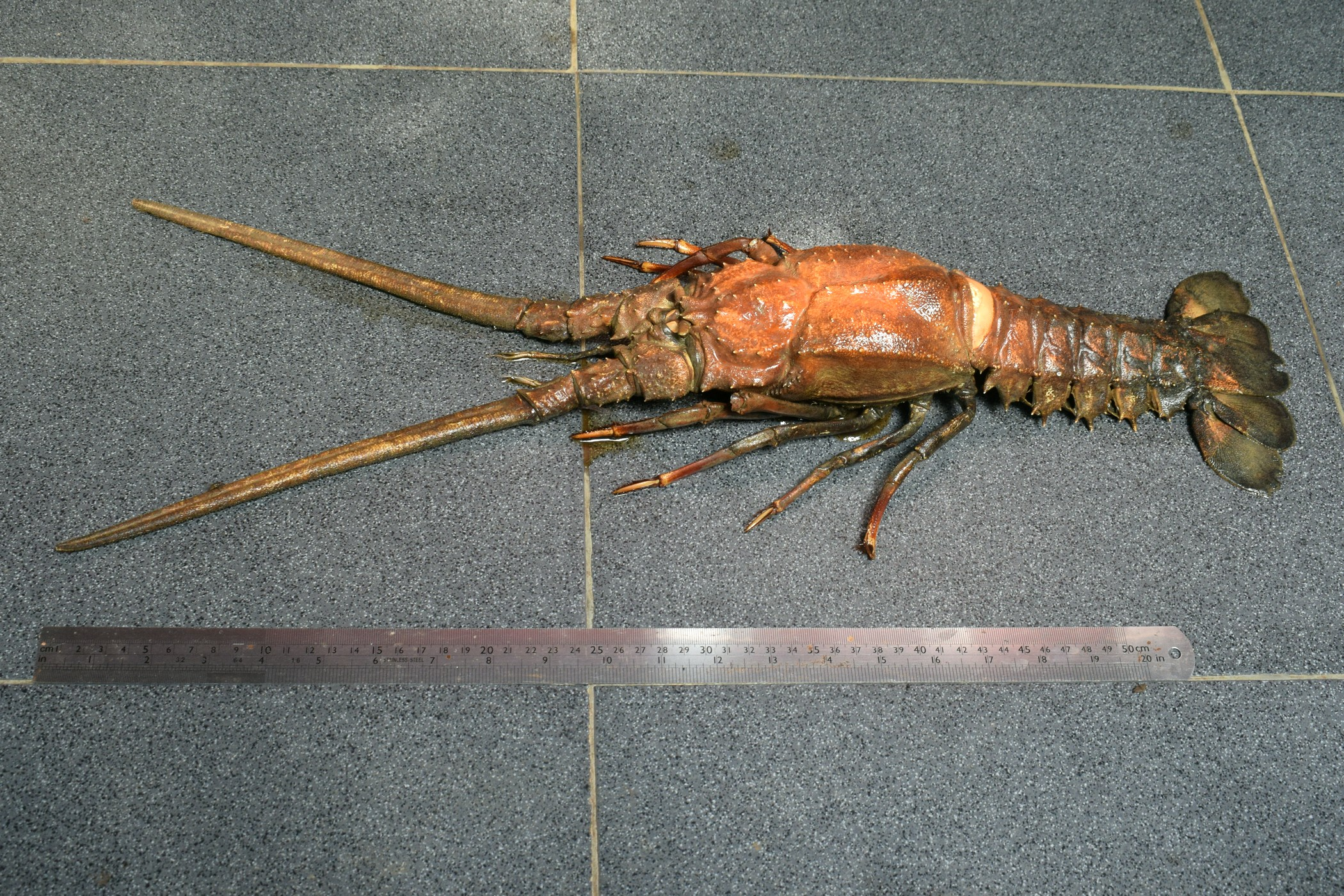
Linuparus somniosus
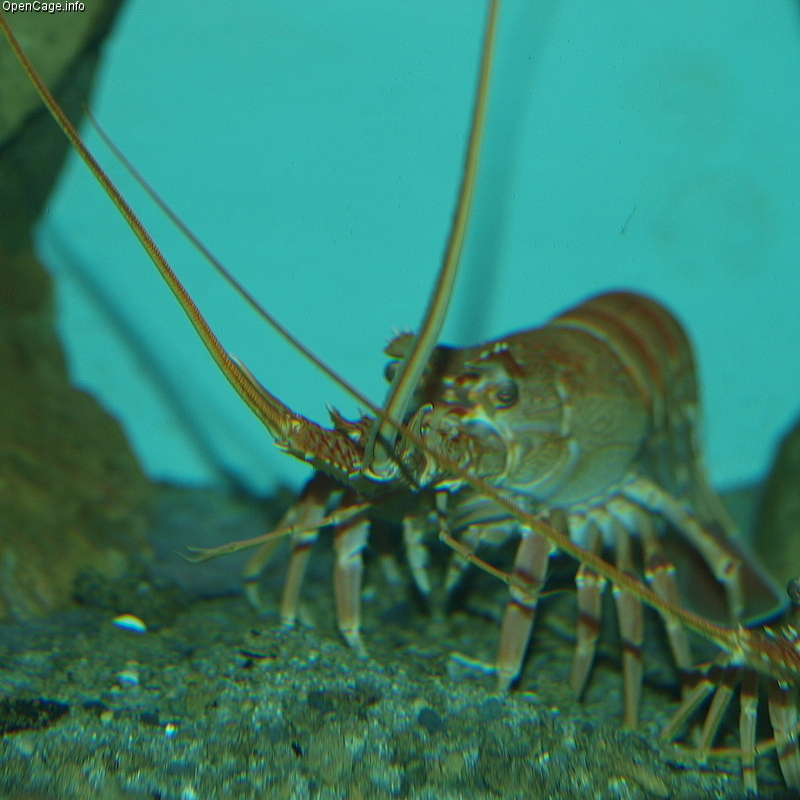
Nupalirus japonica
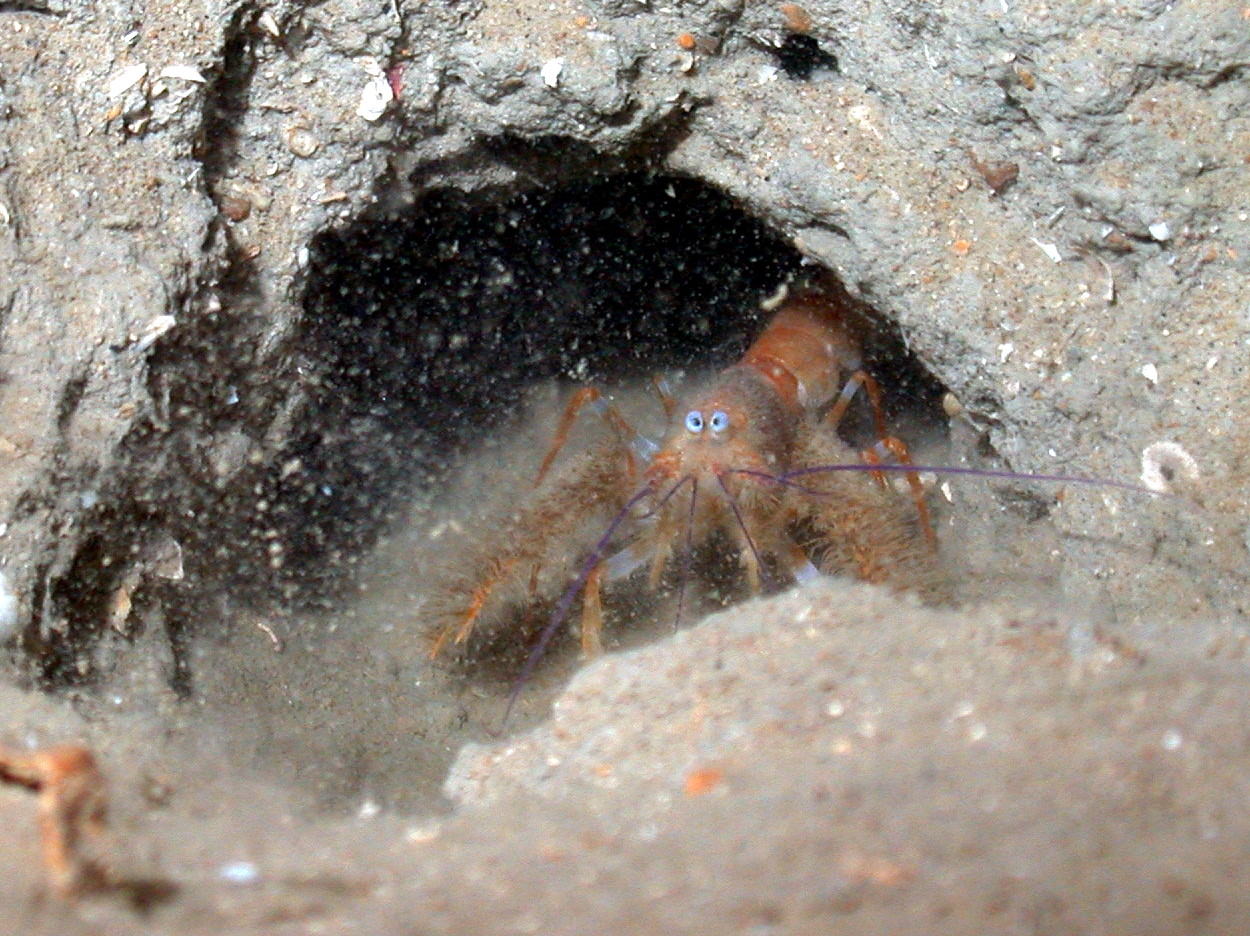
Palinurellus gundlachi
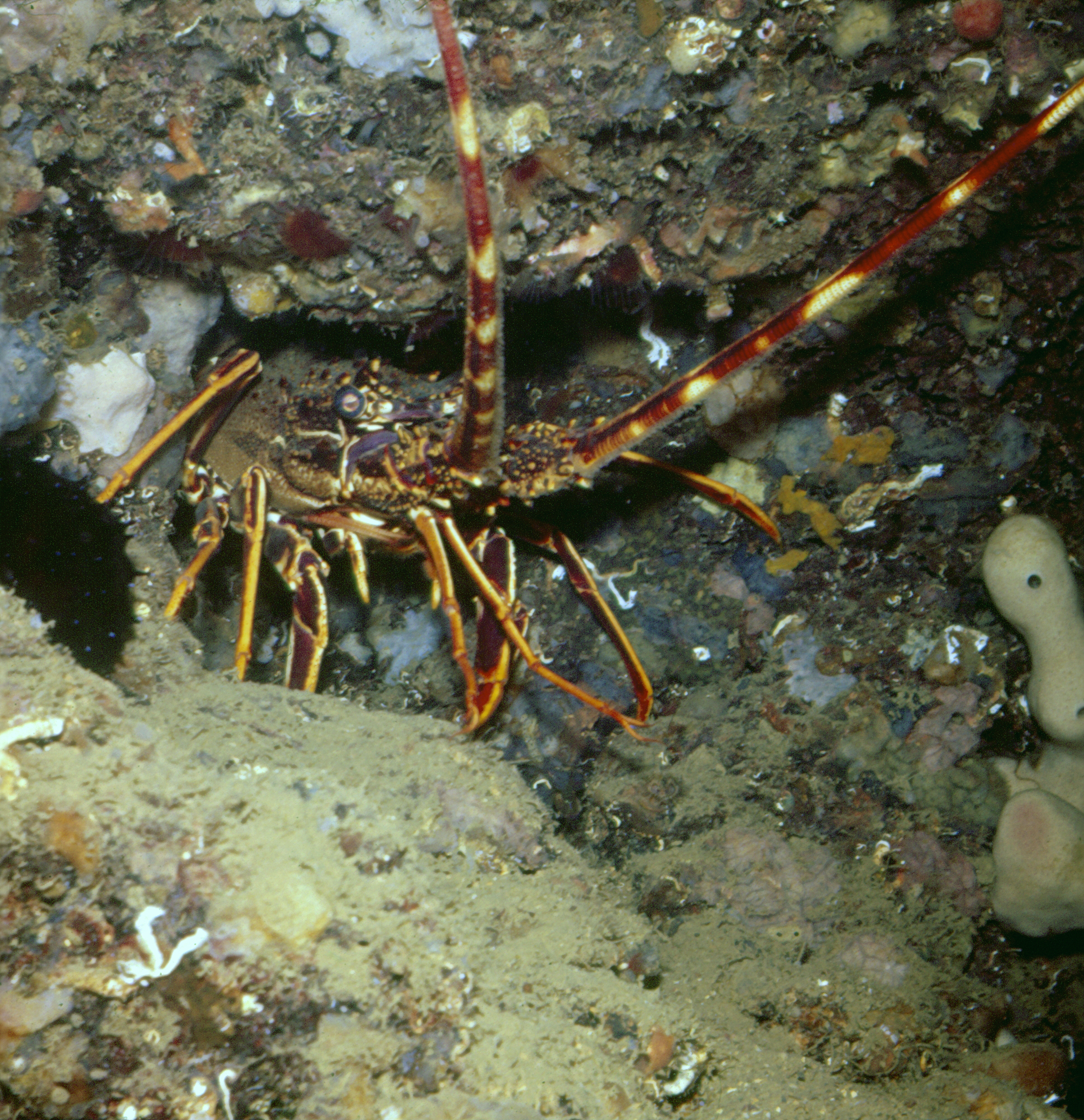
Palinurus vulgaris
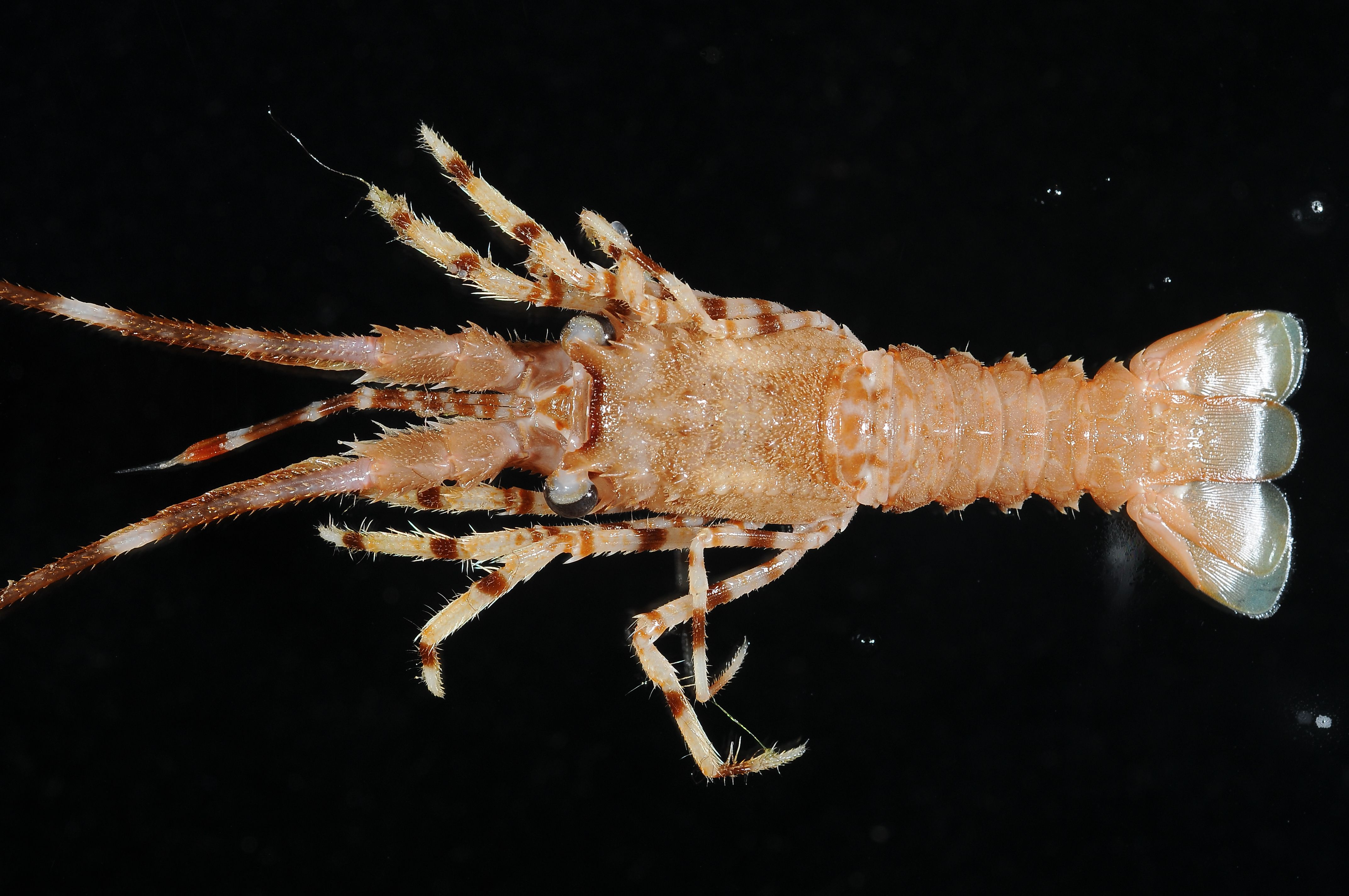
Palinustus waguensis
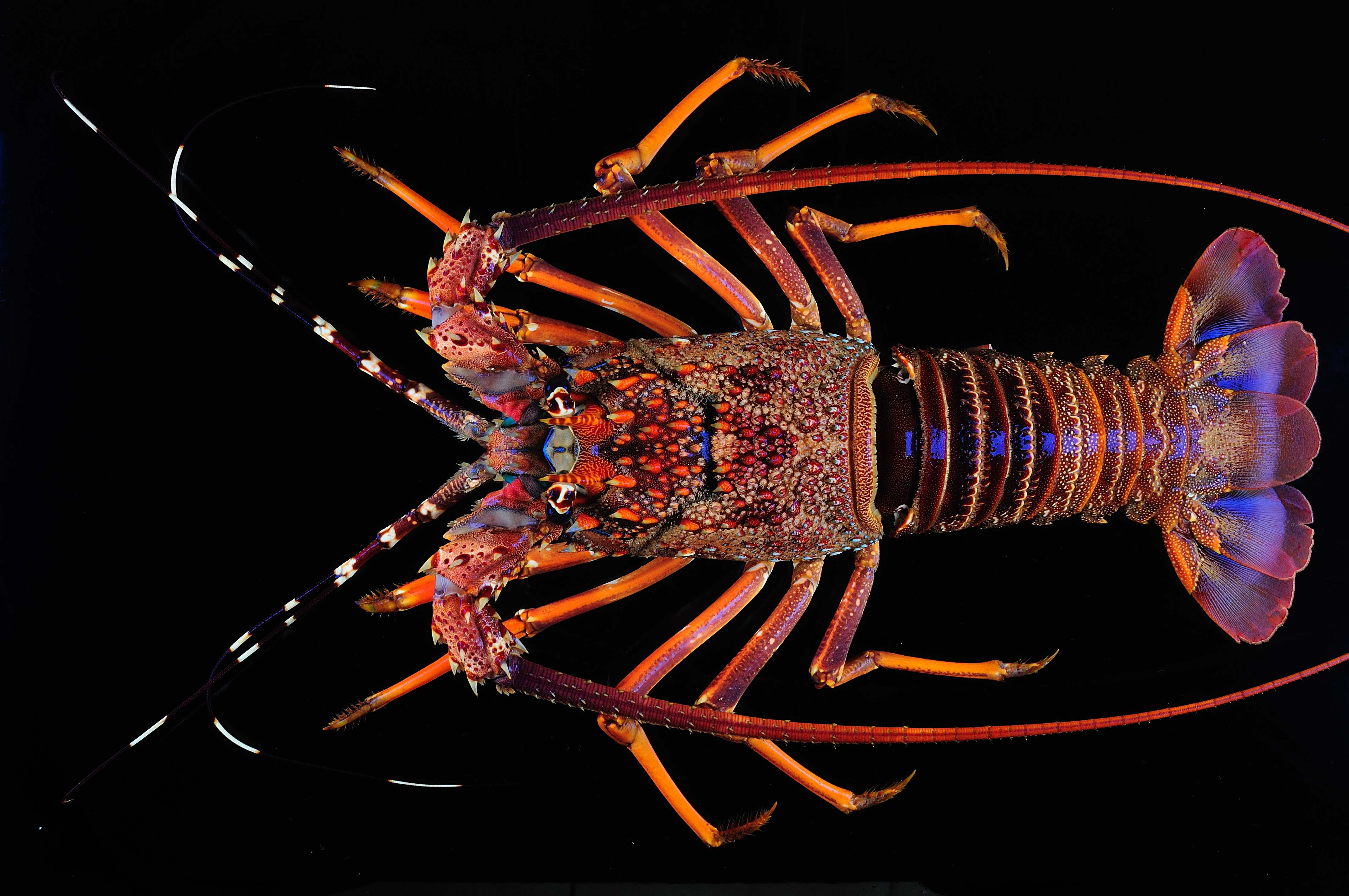
Panulirus homarus
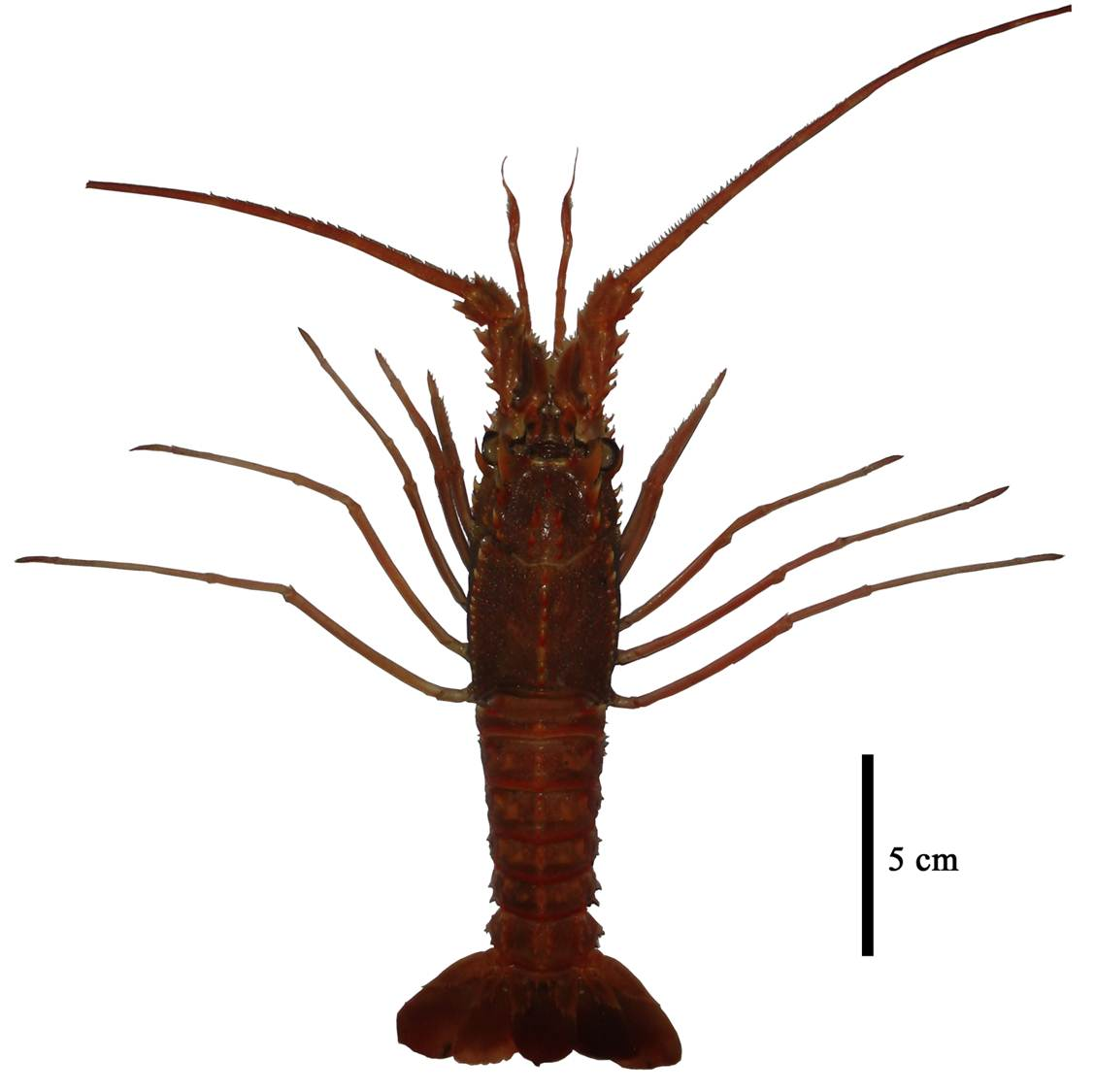
Puerulus mesodontus
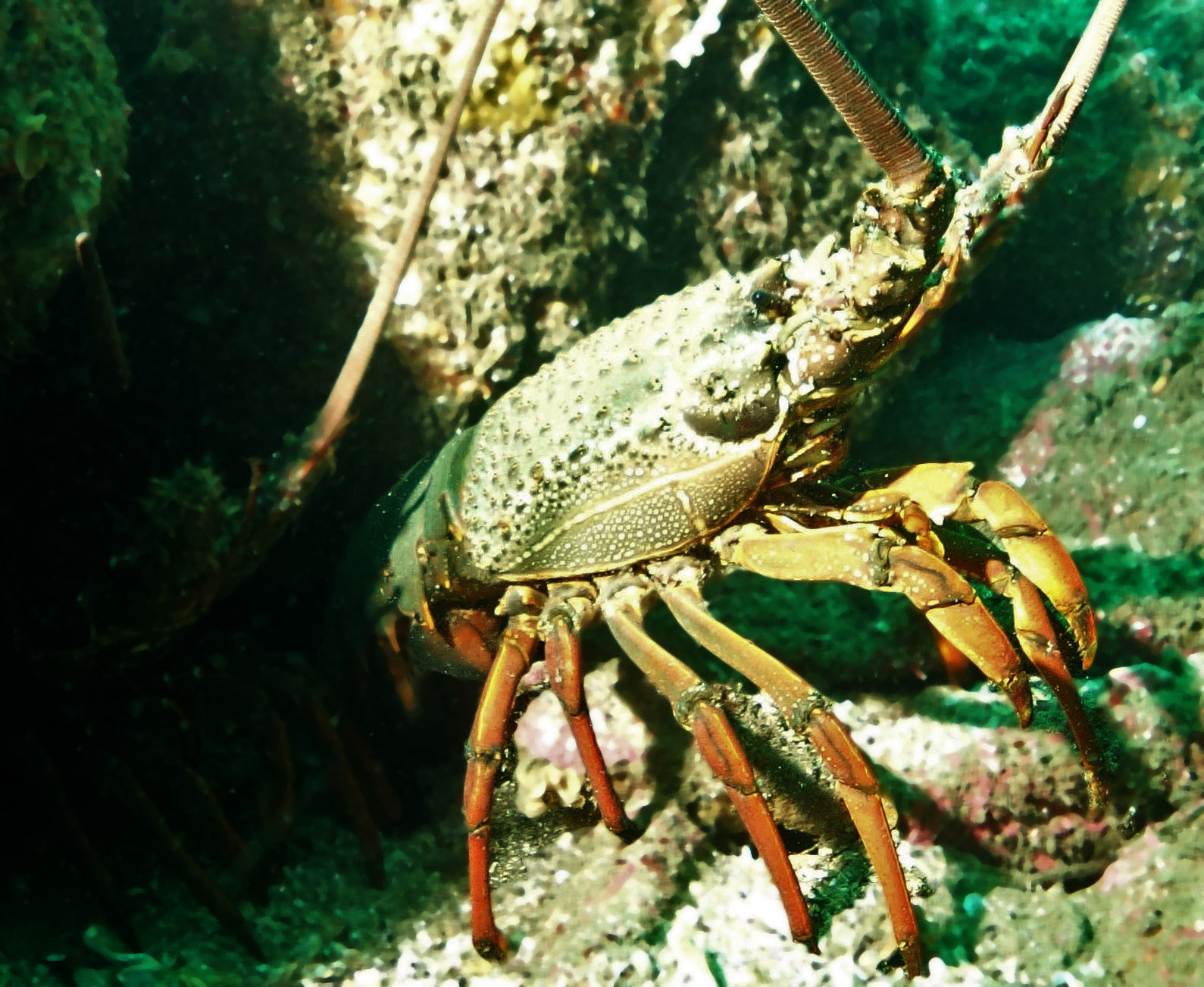
Sagmariasus verreauxi
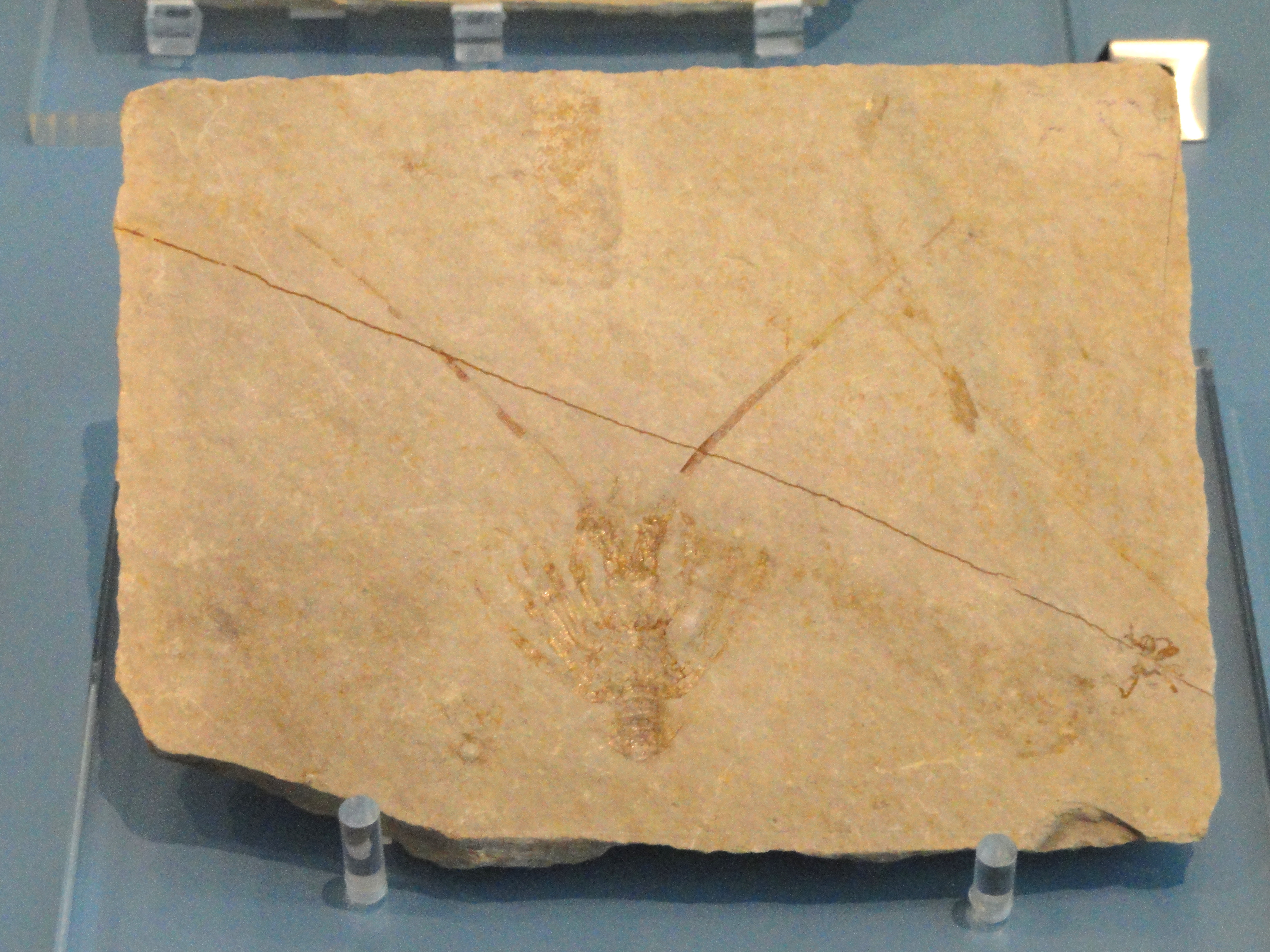
Fossile de Palinurina longipes

## Pêche
La langouste se pêche aux casiers (appâtées avec des morceaux de poisson) ou au trémail. Elle est également parfois chassée en apnée à la main (l'utilisation d'une foëne pour la capture des crustacés en plongée est interdite en France).
Centuri (Haute-Corse) est le premier port français de pêche à la langouste.

## Préparation culinaire

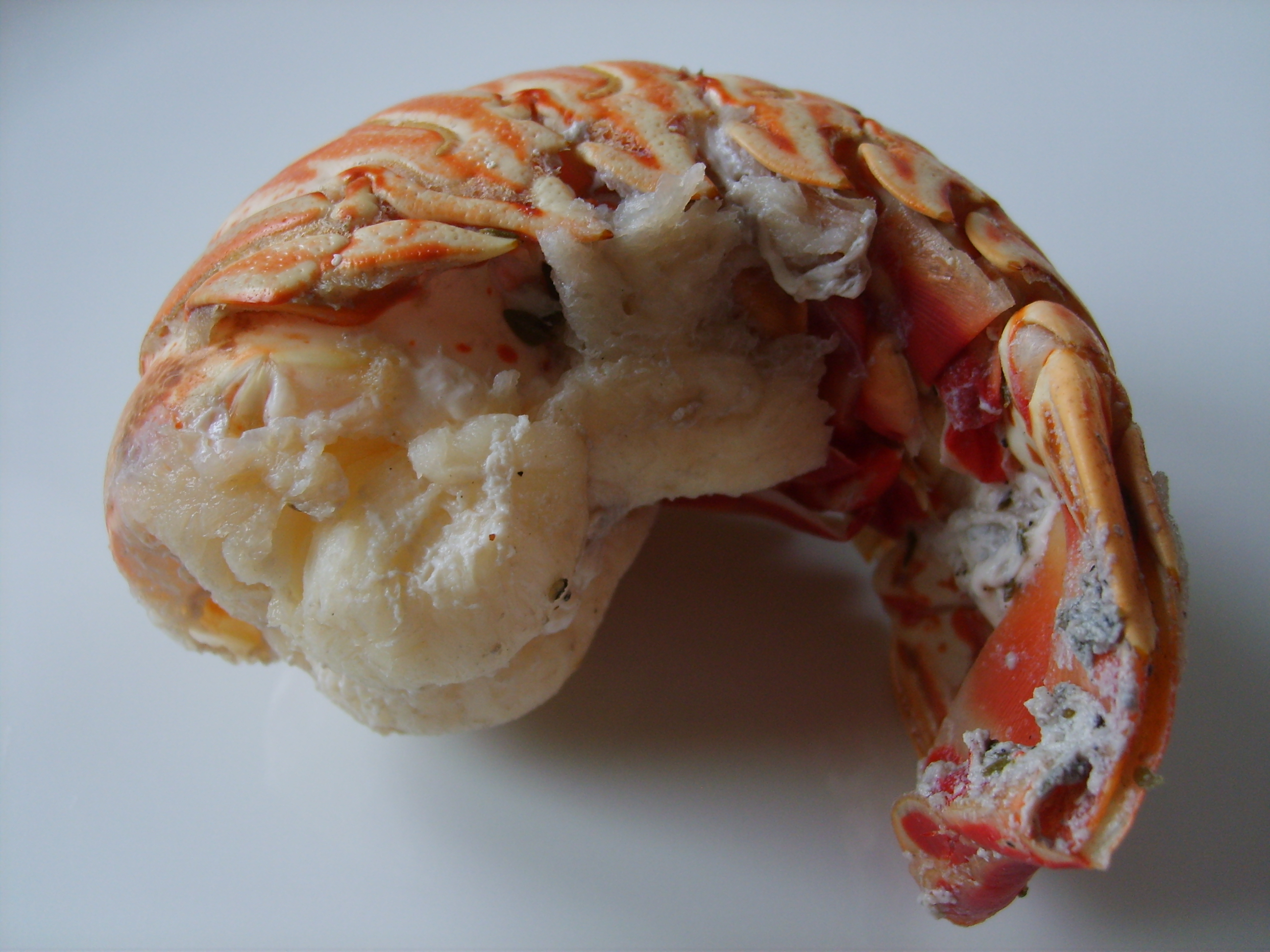
Queue de langouste

La langouste doit être cuisinée vivante parce qu'elle est un produit culinaire qui s'abime vite et dégage une odeur malodorante une fois morte. Lorsque celle-ci est fraiche, sa chair est ferme et dense, ce qui est généralement un gage de fraicheur car à l'inverse du homard la langouste possède un muscle abdominal (la queue) très puissant et tonique. 
La langouste congelée possède une chair moins ferme, qui a tendance à s'effriter, lors du processus de congélation les cellules qui composent la chair s'abiment et la langouste perd de sa fermeté.
Quelques recettes :
- langouste grillée,
- langouste à l'armoricaine,
- cari de langouste...
- demi-langouste thermidor
- Langouste grillée à la marquisienne

## Art
Arts graphiques
Littérature

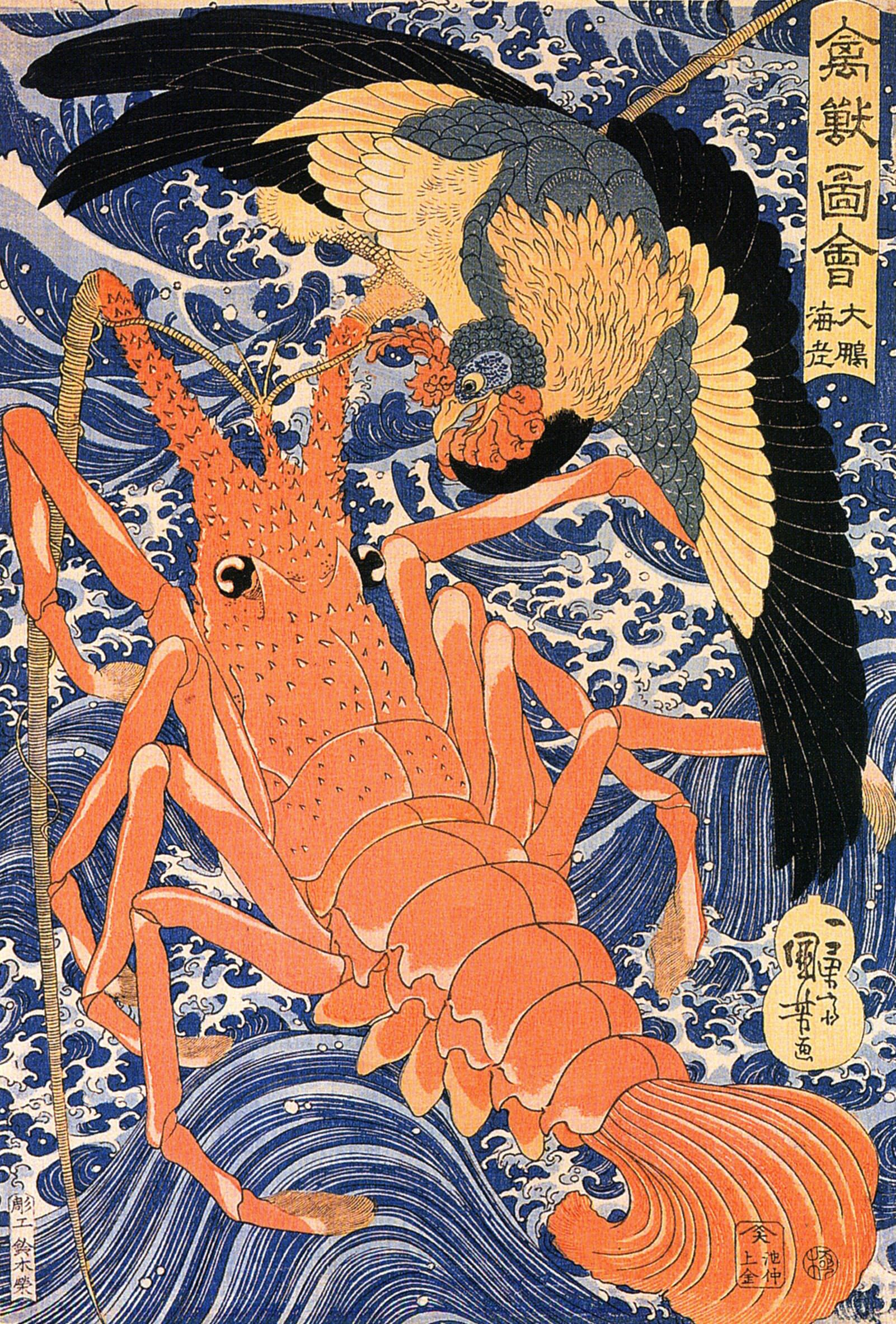
Peinture d'oiseau et langouste par Utagawa Kuniyoshi

- Les Oubliés de Saint-Paul, récit du drame de la pêcherie de langoustes de l'île Saint-Paul,
- La langouste ne passera pas (Casterman, 1969), bande dessinée de Jean Yanne et Tito Topin.

### Cinéma
Dans le film Astérix et Obélix : Mission Cléopâtre, une scène documentaire, présentée de façon humoristique comme servant à cacher la violence de l'extrait, décrit les langoustes.

### Héraldique
En héraldique, une langouste figure sur les armoiries des terres australes et antarctiques françaises.